# Tonali

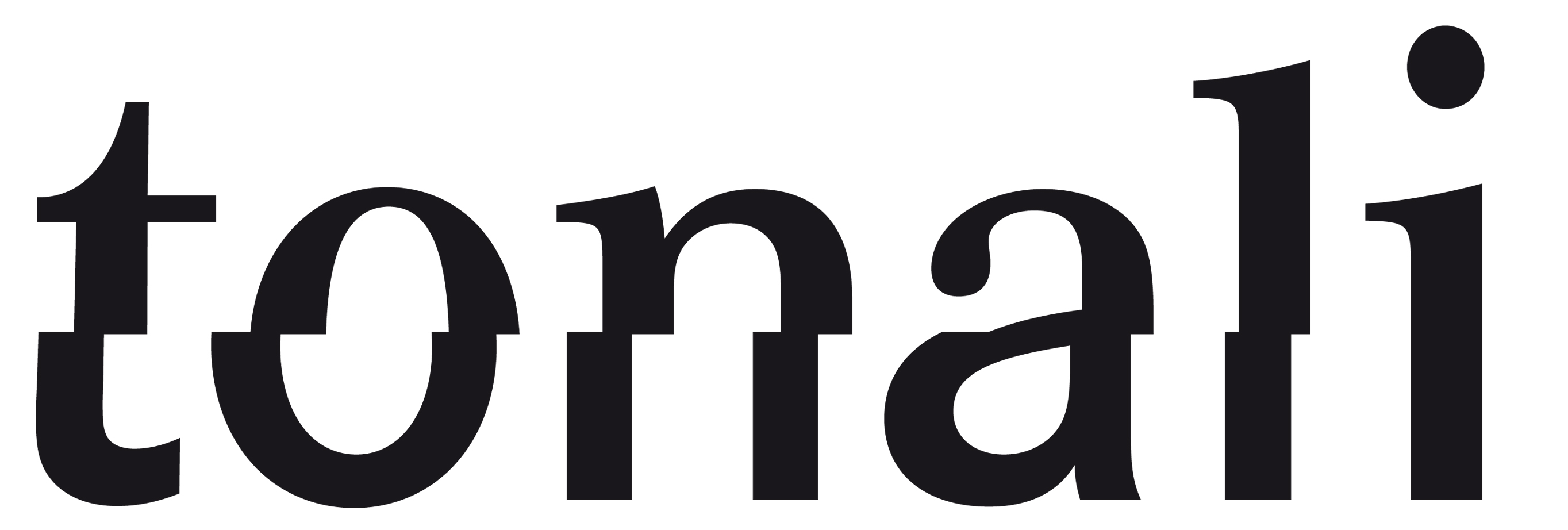
Tonali-Logo

Tonali (Eigenschreibweise: TONALi) ist eine vielfach ausgezeichnete, gemeinnützig organisierte Kultur- und Bildungsinitiative mit Sitz in Hamburg, die sich künstlerisch-sozialen Zukunftsthemen stellt sowie die Stärkung einer offenen Gesellschaft freier und handlungsorientierter Menschen betreibt. Gegründet wurde Tonali 2010 von den beiden diplomierten Cellisten Amadeus Templeton und Boris Matchin – zunächst als Instrumentalwettbewerb. Inzwischen ist Tonali ein international agierender Impulsgeber, der mit namhaften Konzerthäusern, Festivals, Hochschulen und Universitäten kooperiert. Zu den Hauptaktivitäten zählen die Tonali-Akademie mit den beiden Säulen einer Bühnenakademie für Nachwuchsmusiker sowie einer Publikumsakademie für Jugendliche. Hinzu kommen der Veranstaltungsort Tonali-Saal, ein Kompositionspreis, das Tonali-Orchester, das Tonali-Forum, das Fortbildungsprogramm T.ree Showcase (ehemals ReeTon), das deutschlandweit in Musikschulen angebotene Bildungsprojekt T.ree Kurse (ehemals MUSIK21), die Tochterorganisation Rhapsody in School, das Musikernetzwerk Tonalisten sowie die Konzert-App PARTi.

## Instrumentalwettbewerb

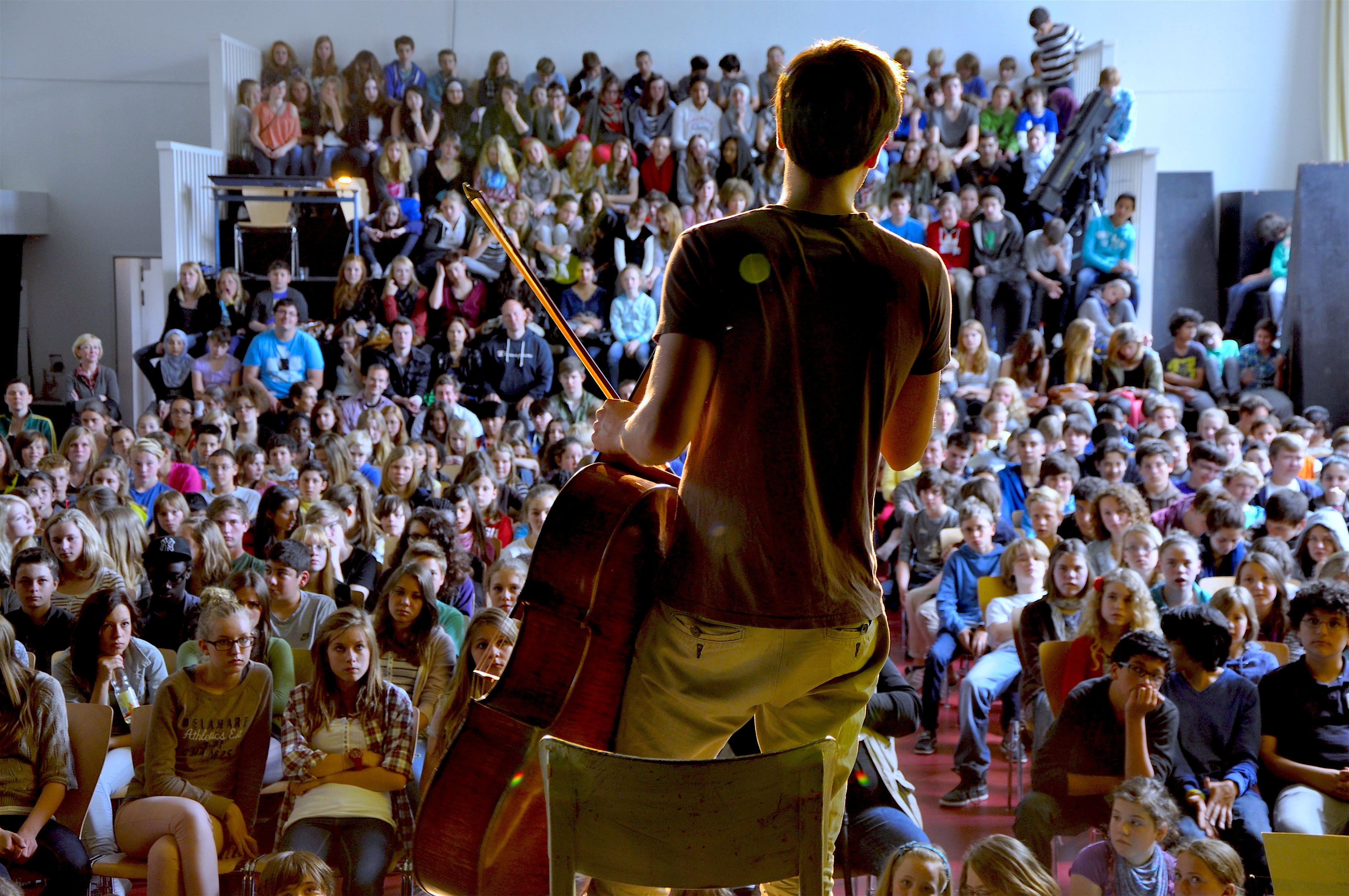
TONALi Schulkonzert

Der Instrumentalwettbewerb war von 2010 bis 2019 Kern von Tonali. Der mit 30.000 Euro dotierte Klassikpreis unter der Ehrenpräsidentschaft Christoph Eschenbachs wurde jährlich alternierend für Cello, Geige und Klavier ausgeschrieben. Eine Teilnahme war Studierenden zwischen 16 und 26 Jahren aus Deutschland, Österreich und der Schweiz möglich. An die Gewinner wurden jährlich Preisgelder in Höhe von insgesamt 18.000 Euro ausgezahlt; diese Hauptpreise wurden seit 2010 von der Oscar-und-Vera-Ritter-Stiftung bereitgestellt. Hinzu kamen der mit 6.000 Euro dotierte Kreativpreis, der mit 3.000 Euro dotierte Mieczysław-Weinberg-Preis, gestiftet von Peermusic Classical, sowie der mit 3.000 Euro dotierte Publikumspreis. Begleitend zum Instrumentalwettbewerb fand seit 2015 das Tonali-Fest statt.

## Bühnenakademie
Die Bühnenakademie ist ein kostenloses Ausbildungsprogramm, das jährlich 12 jungen Musikern im Alter von 20 bis 30 Jahren die Möglichkeit bietet, klassische Musik mit gesellschaftlichem Engagement zu verbinden. Das Programm umfasst drei Jahre und ist eng an die Aktivitäten der Tonali Publikumsakademie geknüpft. Die Bühnenakademie gliedert sich in sechs einander ergänzende Semester, deren praxisorientierte Inhalte in Workshops vor- und nachbereitet werden.
Im ersten Jahr der Ausbildung treffen die Teilnehmenden auf die Jugendlichen der Tonali Publikumsakademie, erarbeiten mit diesen künstlerisch-soziale Projekte im jeweiligen Stadtteil und organisieren gemeinsam mit ihnen die Konzerte des Festivals ‚Parti in deinem Kiez‘. In der zweiten Ausbildungsphase realisieren die Musiker eine eigene Produktion im Tonali Saal, managen eine (internationale) Tonali Tour und organisieren im Team die Denkwerkstatt ‚PARTi Campus‘. Abschluss des Bühnenakademie-Programms bildet im dritten Jahr die Gründung eigener künstlerisch-sozialer StartUps, für welche die Teilnehmenden Stipendien in Höhe von je 10.000 Euro erhalten.

## Publikumsakademie
Wichtiger Bestandteil der Arbeit von Tonali ist die in Hamburg sowie international agierende Publikumsakademie. Sie ermöglicht es Jugendlichen aus weiterführenden Schulen, Grundlagen des Kultur- und Musikmanagement zu erlernen. 500 von der Akademie ausgebildete Schülermanager organisieren jährlich in 70 Schulen sowie Festivals und Konzerthäusern rund 120 Klassikkonzerte für 40.000 Mitschüler sowie deren Eltern, Bekannte, Freunde und ein interessiertes Publikum. Die Konzerte der Publikumsakademie finden stets sowohl im schulischen als auch im außerschulischen Kontext statt. Ziel ist die voraussetzungslose Teilhabe einer jungen Generation am Zustandekommen von klassischer Musik, die gleichaltrige, hochbegabte Musiker spielen und vermitteln.

## Tonali Forum
Das Tonali Forum ist eine Veranstaltungsreihe, die jährlich im Juni in Hamburg stattfindet und den Höhepunkt mehrerer Tonali-Projekte im Kalenderjahr darstellt. Dazu zählen das Festival ‚PARTi in deinem Kiez‘, die Denkwerkstatt ‚PARTi Campus‘ sowie der ‚Tonali Award‘.

## Parti in deinem Kiez
Seit 2014 gibt es das urbane TONALi-Festival ‚Parti in deinem Kiez‘ (ehemals ‚Klassik in deinem Kiez‘), das mittlerweile jeden Sommer in Kooperation mit 12 Veranstaltern in Hamburg stattfindet. Die 12 experimentellen und teils interdisziplinären Konzerte finden auf Schiffen, in Kulturhäusern, Clubs und Theatern in diversen Hamburger Stadtteilen statt. Für jede der zwölf Orte entwickeln rund 150 Jugendliche im Rahmen eines außerschulischen Lernortes einen organisatorischen Rahmen sowie Marketingideen und Werbekampagnen für die Konzerte. Es gilt das Festival-Prinzip: Jung organisiert, spielt, hört. Auf der Bühne stehen die Teilnehmenden der Tonali Bühnenakademie.

## Parti Campus
Der ‚Parti Campus‘ folgt als Denkwerkstatt dem vorausgehenden Festival ‚Parti in deinem Kiez‘. Er dauert zwei Tage, wird von den Akademisten und der Tonali Crew organisiert und versteht sich als Plattform für Zukunftsfragen. Zudem ist der Campus Begegnungsort für Visionäre und Umsetzer.

## Tonali Award
Im Jahr 2020, zum zehnten Jubiläum von Tonali, fiel die Entscheidung, den Tonali Wettbewerb durch den Tonali Award zu ersetzen; aufgrund der COVID-19-Pandemie konnte dieser erst im Jahr 2021 zum ersten Mal stattfinden. Ausgezeichnet werden Akteure aus der Musikbranche, die sich durch künstlerisch-soziales sowie visionäres Kulturengagement auszeichnen.
Der mit 25.000 Euro dotierte Award in der Kategorie „Mut zur Utopie“ wurde 2021 an den Schweizer Sänger, Lyriker und Künstler Elia Rediger verliehen. 2022 ging der Award an das Berliner Trickster Orchestra. 2023 wurde Stegreif – The Improvising Symphony Orchestra mit dem Award ausgezeichnet. Der Preis in der Kategorie „Aufbruch“ – mit einem Preisgeld von 10.000 Euro – ging 2021 an das Berliner Streichensemble The String Archestra, welches sich für eine bessere Rezeption von Kompositionsarbeiten von People of Color einsetzt. Die Verleihung findet in der Hamburger Elbphilharmonie statt.

## Tonali-Saal
Am 24. Januar 2018 wurde der Tonali Saal in Hamburg durch ein Konzert mit der Geigerin Lisa Batiashvili und der Tonalistin Elene Meipariani sowie NDR Kultur eröffnet. Das um 1890 als Pferdestall mit Remise erbaute Gebäude verfügt über einen multimedial ausgestatteten Konzertsaal für 100 Personen, über ein Foyer, eine Künstlergarderobe, multifunktionale Nebenräume, eine Bar, Toiletten und eine Terrasse. Konzerte, Workshops, Vorträge und Seminare prägen den Veranstaltungskalender. Jährlich finden rund 70 öffentliche Veranstaltungen statt. Das Managementkonzept des Saales bindet im Rahmen eines außerschulischen Lernortes Schülermanager in die Organisation ein. Der Saal befindet sich im Kleinen Kielort 3–5 beim Grindelviertel. Bis 1938 waren die Räumlichkeiten im Besitz der Hamburger Familie Guggenheim, die hier einen Spirituosen und Süßwarenhandel betrieb.
Seit Herbst 2022 beheimatet der Tonali Saal auch die Formate des Tonali Labs: Veranstaltungen, in denen Musiker aus den Reihen der Bühnenakademie und der Tonalisten experimentelle Konzertformate entwerfen und umsetzen.

## Tonali Tour
Die Tonali Tour wurde 2015 als pädagogisches Projekt entwickelt, um die Jugend über die Grenzen Hamburgs hinaus nach dem Tonali-Prinzip für Klassik zu interessieren. Dabei spielen Tonalisten aus der Künstleragentur weltweit Kammerkonzerte. Schülermanager vor Ort werden durch Tonali und/oder den Veranstalter darin ausgebildet, das Künstlermanagement, die Werbung sowie die Konzertdurchführung zu übernehmen. Partner aus der Veranstaltungsbranche gibt es bislang in Deutschland, den Niederlanden, der Schweiz, Italien, Griechenland, Dänemark, Russland, Polen, den USA, Großbritannien und China.

## Tonali-Orchester
2019 wurde das TONALi Orchester gegründet. Seine Teilnehmer setzen sich maßgeblich aus ehemaligen Tonali-Wettbewerbsmusikern sowie weiteren hochbegabten Nachwuchsmusikern zusammen. Das Debüt-Konzert war ursprünglich für den 19. Juni 2020 in der Elbphilharmonie Hamburg angekündigt und musste bedingt durch die Corona-Pandemie auf den 6. Juni 2021 verschoben werden. Mit der Leitung wurden die Dirigenten Christoph Eschenbach und Garrett Keast betraut. Die Uraufführung des von Tonali bei den Komponisten Peter Ruzicka, Manfred Trojahn, Judit Varga, José M. Sánchez-Verdú und Eivind Buene sowie dem Poetry-Slammer Timo Brunke in Auftrag gegebenen Werkes BeEnigma fand am 6. Juni 2021 im großen Saal der Elbphilharmonie statt. BeEnigma enthält fünf Kompositionsteile à zehn Minuten und einen Textteil.

## Kooperation mit dem Reeperbahn Festival
Seit 2019 kooperiert Tonali im Rahmen verschiedener gemeinsamer Projekte mit dem Reeperbahn Festival. Beim Projekt T.ree Kurse (ehemals MUSIK21), das von der Beauftragten der Bundesregierung für Kultur und Medien gefördert wird, bilden Musikschulen in ganz Deutschland – ähnlich wie in der Publikumsakademie – Jugendliche zu Kulturmanagern aus, die eigene künstlerisch-soziale Projekte umsetzen. Im Folgeprojekt T.ree Showcase (ehemals ReeTon) entwickeln und organisieren Absolventen der T.ree Kurse oder der Publikumsakademie gemeinsam mit Tonali-Musikern ein Showcase-Konzert, das im Rahmen des Reeperbahn Festivals stattfindet. Sie können darüber hinaus anhand von Workshops, Sessions und Einblicken hinter die Kulissen des Festivals ihr Wissen im Bereich Kultur- und Musikmanagement erweitern. Seit 2021 besteht auch eine Zusammenarbeit zwischen dem Reeperbahn Festival, Tonali und dem Opus Klassik: Schülermanager der Tonali Publikumsakademie organisierten ein Festivalkonzert, an dem drei der Preise verliehen wurden; auch gab es im Rahmen des Konferenzprogramms des Reeperbahn Festivals ein Branchentreffen und eine Podiumsdiskussion zum Thema Publikumspartizipation.

## Parti-App
2021 startete Tonali eine eigene App: „Parti“. Diese soll es Menschen aller Altersklassen und Vorbildungsstufen ermöglichen, schwellenlos in ihrer Region Kulturveranstaltungen mitzuorganisieren. Veranstalter stellen Veranstaltungen in den Kalender der App ein und bieten verschiedene Aufgaben aus dem Bereich des Kulturmanagements an. App-Nutzer können aus diesen auswählen und können sie ehrenamtlich im Team umsetzen.

## Kompositionswettbewerb
Von 2010 bis 2020 hat Tonali jährlich einen Kompositionspreis unter der Schirmherrschaft der Komponistin Sofia Gubaidulina vergeben. Teilnehmende Komponisten mussten ihren Wohnsitz in Deutschland, Österreich oder der Schweiz haben und nicht älter als 40 Jahre alt sein. Eingereichungen entsprachen Solostücken für das jeweilige Instrument des Tonali Wettbewerbes. Eine internationale Fachjury ermittelte nach Prüfung aller eingereichten Unterlagen zu Anfang des Tonali-Jahres einen Preisträger.
Neben der zweifachen Aufführung der Gewinnerkomposition im Rahmen des Tonali-Festes und -Wettbewerbes erhielt der Preisträger als Preis die Herausgabe seiner Komposition in den Hans Sikorski Musikverlagen. Der mit 4000 Euro dotierte Kompositionspreis wurde von der Oscar und Vera Ritter-Stiftung gestiftet: Jeder der drei Finalist erhielt einen Geldpreis von je 1000 Euro, die Siegerkomposition wurde mit zusätzlichen 1000 Euro honoriert.
- 2010 – Robert Krampe – Der Dichter spricht für Violine solo
- 2012 – Gerald Resch – Al fresco für Cello solo
- 2013 – Daniel Smutny – Anorganische Etüden für Klavier solo
- 2014 – Martin Sadowski – Bipolar für Violine solo
- 2015 – Sebastian Bahr – …momento… für Cello solo
- 2016 – Steven Heelein – Veitstanz für Cello solo
- 2017 – Tomasz Skweres – Impact für Violine solo
- 2018 – Michaela Rea Catranis – Jeita für Cello solo
- 2019 – Judit Varga – Pendulum für Klavier solo
- 2020 – Maximiliano Alejandro Soto Mayorga – ...Figuren in Raureif für Violine solo

Die Aussetzung des Preises im Jahr 2021 stellt einen Einschnitt dar, der im Kontext der pandemiebedingten Einschränkungen der Kulturförderung zu sehen ist. Eine Betrachtung der bisherigen Entwicklungen zeigt, dass der TONALi Kompositionspreis einen wichtigen Beitrag zur Weiterentwicklung der Sololiteratur im 21. Jahrhundert geleistet hat. Die bisherigen Preisträgerinnen und Preisträger verdeutlichen, in welchem Maß institutionelle Förderung künstlerische Impulse ermöglichen kann – ein Potenzial, das auch über die aktuelle Unterbrechung hinaus Relevanz besitzt.

## Rhapsody in School
Seit 2019 zählt Rhapsody in School zum Angebot von Tonali: eine ehrenamtliche Künstlerinitiative, bei der Profimusiker Bildungseinrichtungen besuchen, um den Schülern Musik näherzubringen, darunter auch deutsche Schulen im Ausland sowie internationale Schulen. Das Projekt geht auf eine Idee des Pianisten Lars Vogt zurück.

## Tonalisten-Agentur
2016 wurde die gemeinnützige Künstleragentur Tonalisten gemeinsam von Tonali, HarrisonParrott (Sabine Frank) und Hanni Liang gegründet. Ihre Besonderheit besteht darin, dass durch ein Kreislaufprinzip kulturelle Bildung dreifach gefördert wird: Mäzene und Kulturaktionäre fördern die Agentur, die Agentur fördert junge Musiker, die Musiker bauen ein junges Klassikpublikum auf. All das geschieht ohne kommerziellen Gewinn. Mit Stand von 2019 werden 40 Musiker vertreten, die bei Kooperationspartnern wie den Festspielen Mecklenburg-Vorpommern, der Tonhalle Zürich, dem Schleswig-Holstein Musik Festival, Podium Festival Esslingen, dem Kopenhagen Summer Festival, den Capetown Philharmonics, im St. Petersburger Mariinsky-Theater, bei Ferrara Musica oder der Alte Oper Frankfurt auftreten. 2017 wurde ein gemeinnütziges Kulturaktionärsmodell aufgesetzt, bei dem Stiftungen, Mäzene und Festivals als Rendite ‚kulturelle Bildung‘ erwerben.

## Künstlerbeirat
Im Künstlerbeirat sind bedeutende Künstler wie Martha Argerich, Lisa Batiashvili, Martin Grubinger, Janine Jansen, Paavo Järvi, Igor Levit und Kirill Petrenko vertreten. Der Künstlerbeirat hat für Tonali eine repräsentative Funktion: Programm-Aspekte für die Wettbewerbsausschreibungen werden ebenso beraten, wie ausgewählte Tonali-Musiker, die sich persönlich vorstellen.

## Auszeichnungen
- 2009 Sonderpreis der Oscar und Vera Ritter-Stiftung (4.000 Euro)
- 2011 Sonderpreis für erfolgreiche interdisziplinäre Netzwerkarbeit und Förderung junger Künstler der Prof. Wolfgang und Isolde Stabenow-Stiftung (5.000 Euro)
- 2013 Ritter-Preis (15.000 Euro)
- 2014 Kulturpreis der Gunter und Juliane Ribke-Stiftung (25.000 Euro)
- 2014 mixed up / BKJ und das Bundesministerium für Familie, Senioren, Frauen und Jugend / Finalist
- 2015 Hamburger Preis für Kultur-Kommunikation (3.000 Euro)
- 2016 Classical:NEXT 2016 Innovation Award / Shortlist
- 2017 ECHO Klassik (Auszeichnung für Nachwuchsförderung)
- 2020 Auszeichnung des Tonali-Saales als „Hamburgs bester neuer Club“ mit dem Club Award des Clubkombinats Hamburg[6]

## Preisträger

### Tonali10 | Violine
Die Eröffnung des ersten Tonali-Wettbewerbs fand am 27. August 2010 in der Alfred-Schnittke-Akademie statt, das Finale am 29. August in der Laeiszhalle.
Instrumentalwettbewerb
- Gewinnerin: Christina Brabetz (Deutschland)
- Juryvorsitz: Florian Donderer (Geiger, Deutschland)

Kompositionspreis
- Gewinner: Robert Krampe
- Juryvorsitz: Ruta Paidere (Komponistin, Lettland)

Tutticontest
- Gewinner-Schule: Gesamtschule Bergedorf

### Tonali12 | Violoncello
Tonali12 startete am 20. August 2012 mit einem Eröffnungskonzert in der Kirche St. Johannis-Harvestehude. Das Finale fand am 25. August in der Laeiszhalle statt.
Instrumentalwettbewerb
- Gewinner: Alexey Stadler (Russland)
- Juryvorsitz: Helge Antoni (Pianist, Schweden)

Kompositionspreis
- Gewinner: Gerald Resch (Komponist, Österreich)
- Juryvorsitz: Ruta Paidere (Komponistin, Lettland)

Tutticontest
- Gewinner-Schule: Johannes-Brahms-Schule Pinneberg

### Tonali13 | Klavier
Tonali13 wurde am 26. August 2013 mit einem Konzert in der St.-Johannis-Kirche eröffnet. Das Finale fand am 1. September in der Laeiszhalle statt.
Instrumentalwettbewerb
- Gewinnerin: Elisabeth Brauß (Deutschland)
- Juryvorsitz: Ariel Zuckermann (Dirigent, Israel)

Kompositionspreis
- Gewinner: Daniel Smutny (Komponist, Deutschland)
- Juryvorsitz: Ruta Paidere (Komponistin, Lettland)

Tutticontest
- Gewinner-Schule: Walddörfer-Gymnasium Hamburg

### Tonali14 | Violine
Tonali14 wurde am 1. September 2014 in der St.-Johannis-Kirche eröffnet. Das Abschlusskonzert mit der Deutschen Kammerphilharmonie Bremen fand am 6. September in der Laeiszhalle statt.
Instrumentalwettbewerb
- Gewinner: Leonard Fu (Deutschland)
- Juryvorsitz: Florian Donderer (Geiger, Dirigent, Deutschland)

Kompositionspreis
- Gewinner: Martin Sadowski (Komponist, Deutschland)
- Juryvorsitz: Ruta Paidere (Komponistin, Lettland)

Tutticontest
- Gewinner-Schule: Johannes-Brahms-Schule Pinneberg

### Tonali15 | Violoncello
Tonali15 wurde am 14. Juli 2015 in der St.-Johannis-Kirche eröffnet und endete am 19. Juli in der Laeiszhalle.
Instrumentalwettbewerb
1. Preis: Anastasia Kobekina (Russland)
2. Preis: Maciej Kulakowski (Polen)
3. Preis: Friedrich Thiele (Deutschland)

- Juryvorsitz: Wolfgang Emanuel Schmidt (Cellist, Dirigent, Deutschland)

Kompositionspreis
- Gewinner: Sebastian Bahr (Komponist, Deutschland)
- Juryvorsitz: Fabian Müller (Komponist, Schweiz)

Tutticontest
- Gewinner-Schule: Johannes-Brahms-Schule Pinneberg

### Tonali16 | Klavier
Tonali16 wurde am 11. Juli 2016 in der St.-Johannis-Kirche eröffnet und endete am 16. Juli in der Laeiszhalle.
Instrumentalwettbewerb
1. Preis: Till Hoffmann (Deutschland)
2. Preis: Viktor Soos (Deutschland)
3. Preis: Daniel Golod (Israel)

- Juryvorsitz: Matthias Kirschnereit (Pianist, Deutschland)

Kompositionspreis
- Gewinner: Steven Heelein (Komponist, Deutschland)
- Juryvorsitz: Benjamin Schweitzer (Komponist, Deutschland)

Tutticontest
- Gewinner-Schule: Stadtteilschule Süderelbe

### Tonali17 | Violine
Tonali17 wurde am 3. Juli 2017 in der St.-Johannis-Kirche mit einem Konzert unter dem Titel „Bleib auf dem Teppich“ eröffnet. Das Finale am 8. Juli fand unter der Leitung von Daniel Blendulf erstmals im großen Saal der Elbphilharmonie statt und wurde gemeinsam mit dem Projekt „Junge Norddeutsche Philharmonie“ ausgerichtet.
Instrumentalwettbewerb
1. Preis: Lara Boschkor (Deutschland)
2. Preis: Anne Maria Wehrmeyer (Deutschland)
3. Preis: Elene Meipariani (Deutschland)

- Juryvorsitz: Tanja Becker-Bender (Violine, Deutschland)

Kompositionspreis
- Gewinner: Tomasz Skweres (Komponistin, Polen)
- Juryvorsitz: Elmar Lampson (Komponist, Deutschland)

### Tonali18 | Violoncello
Tonali18 wurde am 25. Juni 2018 in der Hauptkirche St. Michaelis mit einem Konzert unter dem Titel „PartiT(o)ur der Musikstadt Hamburg“ eröffnet. Das von NDR Kultur live übertragene Finale am 30. Juni fand unter der Leitung von Joshua Weilerstein im großen Saal der Elbphilharmonie statt und wurde gemeinsam mit der Die Deutsche Kammerphilharmonie Bremen ausgerichtet.
Instrumentalwettbewerb
1. Preis: Sebastian Fritsch (Deutschland)
2. Preis: Bryan Cheng (Kanada)
3. Preis: Manuel Lipstein (Deutschland)

- Juryvorsitz: Tanja Tetzlaff (Violoncello, Deutschland)

Kompositionspreis
- Gewinner: Michaela Catranis (Komponistin, USA)
- Juryvorsitz: Moritz Eggert (Komponist, Deutschland)

### Tonali19 | Klavier
Das von NDR Kultur live übertragene und von der Elbphilharmonie im Livestream übertragene Finale am 22. Juni fand unter der Leitung von Elim Chan im großen Saal der Elbphilharmonie statt und wurde gemeinsam mit der Die Deutsche Kammerphilharmonie Bremen ausgerichtet.
Instrumentalwettbewerb
1. Preis: Aurel Dawidiuk
2. Preis: Jun-Ho Gabriel Yeo
3. Preis: Julian Gast

- Juryvorsitz: Sabine Frank

Kreativpreis
- Gewinnerin: Josefa Schmidt

Kompositionspreis
- Gewinnerin: Judit Varga (Komponistin, Ungarn)
- Juryvorsitz: Manfred Trojahn (Komponist, Deutschland)

### Tonali20 | Violine
Das Finale in der Elbphilharmonie am 19. Juni 2020 musste aufgrund der Corona-Maßnahmen abgesagt werden.
Kompositionspreis
- Gewinner: Maximiliano Soto Mayorga (Komponist, Chile)

### Tonali Award 2021
Der von NDR Kultur live übertragene und von der Elbphilharmonie im Livestream übertragene TONALi Award am 6. Juni 2021 wurde im großen Saal der Elbphilharmonie in zwei Kategorien verliehen.
Kategorie 1Mut zur Utopie (Dotierung: 25.000 Euro)
1. Preisträger: Elia Rediger

Kategorie 2Aufbruch (Dotierung: 10.000 Euro)
1. Preisträger: The String Archestra

### Tonali Award 2022
Der von NDR Kultur live übertragene und von der Elbphilharmonie im Livestream übertragene TONALi Award am 11. Juni 2022 wurde im großen Saal der Elbphilharmonie in einer Kategorie verliehen.
Kategorie 1Mut zur Utopie (Dotierung: 25.000 Euro)
1. Preisträger: Trickster Orchestra

### Tonali Award 2023
Der TONALi Award 2023 wurde am 9. Juli 2023 im großen Saal der Elbphilharmonie in einer Kategorie verliehen.
Kategorie 1Mut zur Utopie (Dotierung 25.000 Euro)
1. Preisträger: Stegreif – The Improvising Symphony Orchestra[20]

### Tonali Award 2024
Der TONALi Award 2024 wurde am 30. Juni 2024 im großen Saal der Elbphilharmonie in einer Kategorie verliehen.
Kategorie 1
Mut zur Utopie (Dotierung 25.000 Euro):
1. Preisträger: DieOrdnungDerDinge

### Tonali Award 2025
Der TONALi Award 2025 wurde am 4. Juli 2025 im großen Saal der Elbphilharmonie in einer Kategorie verliehen.
Kategorie 1
Mut zur Utopie (Dotierung 25.000 Euro)
1. Preisträger: Franziska Ritter und Christian Siegmund von 1:1 Concerts[22]